# 39 Pułk Piechoty (LWP)
39 pułk piechoty (39 pp) – oddział piechoty ludowego Wojska Polskiego.
39 pułk piechoty został sformowany w 1945 w Gnieźnie, w składzie 12 Dywizji Piechoty. Stacjonował pierwotnie w Kamieniu Pomorskim. W 1947 dyslokowany do Gryfic, a pod koniec 1948 do garnizonu Trzebiatów. W 1949 został włączony w skład 8 Zmotoryzowanej Dywizji Piechoty i przeformowany w 39 zmotoryzowany pułk piechoty. W 1950 oddział został przeformowany w 39 pułk zmechanizowany.

## Żołnierze pułku
Dowódcy pułku:
- ppłk Zyta[4]
- ppłk Włodzimierz Bielasz[5]

Oficerowie:
- Witold Biegański

## Skład etatowy
dowództwo i sztab
- 3 bataliony piechoty

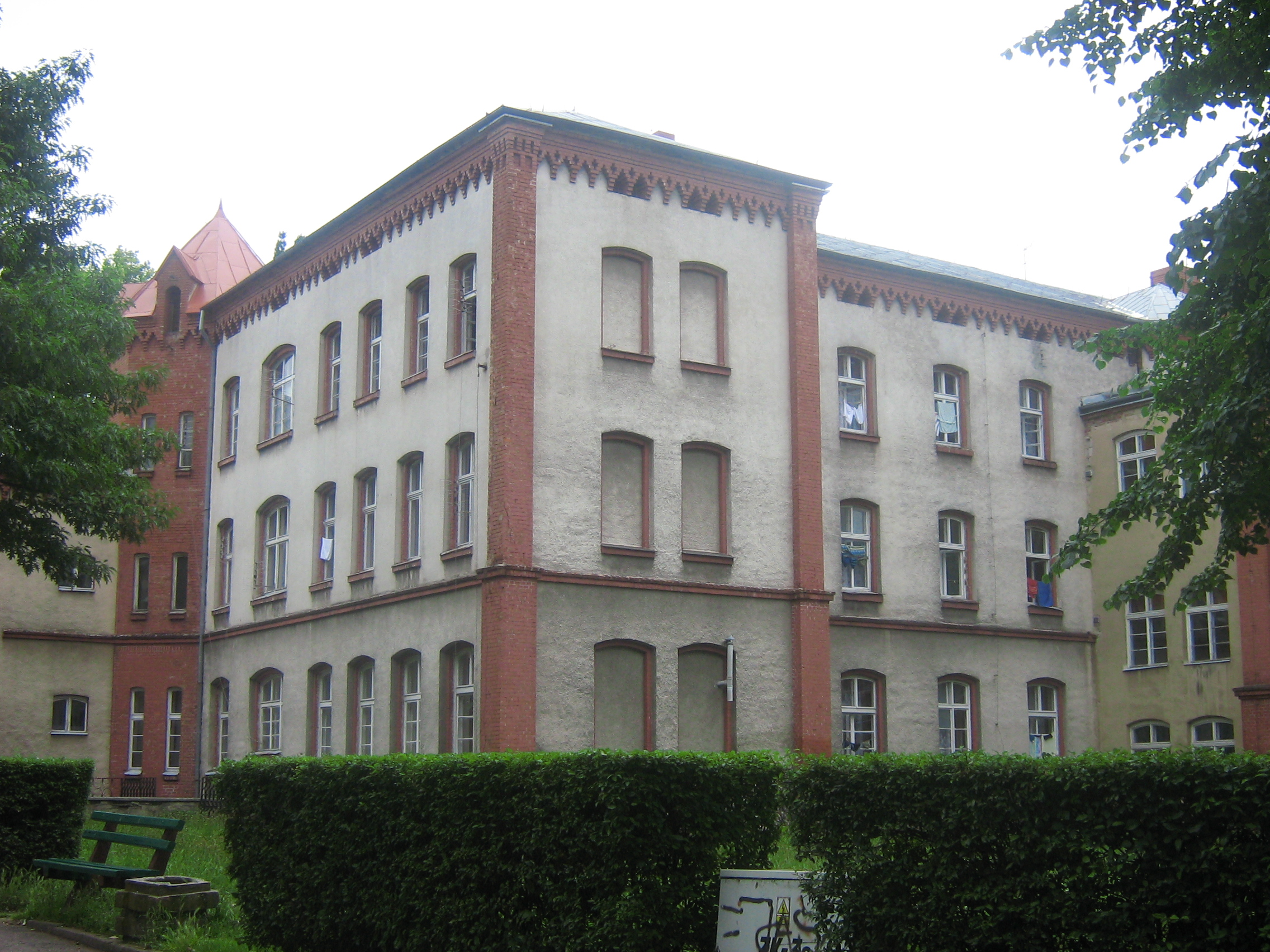
Kamień Pomorski - w tych budynkach stacjonował pułk

- kompanie: dwie fizylierów, przeciwpancerna, rusznic ppanc, łączności, sanitarna, transportowa
- baterie: armat 45 mm, dział 76 mm, moździerzy 120 mm
- plutony: zwiadu konnego, zwiadu pieszego, saperów, obrony pchem, żandarmerii

Razem:
żołnierzy 2915 (w tym oficerów - 276, podoficerów 872, szeregowców - 1765).
Sprzęt:
162 rkm, 54 ckm, 66 rusznic ppanc, 12 armat ppanc 45 mm, 4 armaty 76 mm, 18 moździerzy 50 mm, 27 moździerzy 82 mm, 8 moździerzy 120 mm

## Sztandar pułku
Sztandar ufundowany przez społeczeństwo Kamienia Pomorskiego został wręczony pułkowi 29 czerwca 1947 w Szczecinie. Aktu wręczenia dokonał Bolesław Bierut (gen. Marian Spychalski.)
Opis sztandaru
Płat o wymiarach 100 x 100 cm, obramowany na brzegach złotą taśmą, na czerwonym tle złożoną w wężyk, obszyty z trzech stron frędzlą złotą. Płat przymocowany jest do drzewca za pomocą ceratowej tulei.
Drzewce z jasnego, politurowanego drewna, z dwóch części połączonych za pomocą stalowych okuć. Na drzewcu siedemnaście gwoździ pamiątkowych. Głowica w kształcie orła ze skrzydłami stylizowanymi na wzór skrzydeł husarskich, wspartego na cokole skrzynkowym z napisem: "39 PP". Przy drzewcu wstążka biało-czerwona, zawiązana w kokardę.
Strona główna
Czerwony krzyż grunwaldzki obwiedziony srebrem; pola między ramionami krzyża białe. Pośrodku haftowany biało-srebrnymi nićmi orzeł w otoku wieńca laurowego. Wieniec haftowany złotą nicią. Na górnym i dolnym ramieniu krzyża haftowany srebrną nicią napis: „HONOR I OJCZYZNA”. Na białych polach haftowane czerwonymi nićmi ponad dwoma złotymi gałązkami lauru inicjały pułku: „39 PP”.
Strona odwrotna
Biały krzyż grunwaldzki, obwiedziony srebrem; pola między ramionami krzyża czerwone. Pośrodku haftowany złotą nicią napis: „ZA POLSKĘ WOLNOŚĆ I LUD”, w otoku wieńca. Na czerwonych polach ponad złotymi gałązkami lauru haftowane napisy i herby: w lewym górnym kontury tarczy; w prawym: „39 PP MIESZKAŃCY M. KAMIENIA”; w lewym dolnym herb Kamienia; w prawym dolnym data: „13.X.1946 R”.

## Przekształcenia
39 pułk piechoty → 39 zmotoryzowany pułk piechoty → 39 pułk zmechanizowany → 36 Łużycki pułk zmechanizowany → 36 pułk zmechanizowany Legii Akademickiej → 3 Brygada Pancerna → 36 Brygada Pancerna → 36 Brygada Zmechanizowana → 3 batalion zmechanizowany Legii Akademickiej